# Lista filmów IMAX DMR
Lista filmów, które zostały nakręcone na taśmie 35mm i poddane procesowi DMR, polepszającemu jakość do pokazów na 70mm taśmach w kinach IMAX. Filmy te nie były kręcone specjalnymi kamerami do filmów IMAX.

## 2002
- Piękna i Bestia
- Apollo 13
- Planeta skarbów
- Gwiezdne wojny: część II – Atak klonów

## 2003
- Król lew
- Matrix Reaktywacja
- Matrix Rewolucje

## 2004
- Harry Potter i więzień Azkabanu
- Spider-Man 2
- Ekspres polarny (3-D)

## 2005
- Roboty
- Batman: Początek
- Charlie i fabryka czekolady
- Harry Potter i Czara Ognia

## 2006
- V jak vendetta
- Posejdon
- Superman: Powrót (częściowo w 3-D)
- Po rozum do mrówek (3-D)
- Sezon na misia (3-D)
- Happy Feet: Tupot małych stóp
- Noc w muzeum

## 2007
- 300
- Spider-Man 3
- Harry Potter i Zakon Feniksa (częściowo w 3-D)
- Transformers
- Beowulf (3-D)
- Jestem legendą

## 2008
- U2 3D
- Kroniki Spiderwick
- Rolling Stones w blasku świateł
- Speed Racer
- Kung Fu Panda
- Mroczny Rycerz (częściowo 35 mm, częściowo 70 mm)
- Wyprawa na Księżyc 3D (3-D)
- Eagle Eye
- Madagaskar 2
- Dzień, w którym zatrzymała się Ziemia

## 2009
- Jonas Brothers: Koncert 3D (3-D)
- Watchmen: Strażnicy
- Potwory kontra Obcy (3-D)
- Star Trek
- Noc w muzeum 2
- Transformers: Zemsta upadłych (częściowo 35 mm, częściowo 70 mm)
- Harry Potter i Książę Półkrwi (częściowo w 3-D)
- Klopsiki i inne zjawiska pogodowe (3-D)
- Gdzie mieszkają dzikie stwory
- Michael Jackson’s This Is It
- Opowieść wigilijna (3-D)
- Avatar (3-D)

## 2010
- Alicja w Krainie Czarów (3-D)
- Jak wytresować smoka (3-D)
- Shrek Forever (3-D)
- Toy Story 3 (3-D)
- Saga „Zmierzch”: Zaćmienie
- Incepcja
- Megamocny (3-D)
- Harry Potter i Insygnia Śmierci (część I)
- Tron: Dziedzictwo (3-D)

## 2020
- Trolle 2 (3D i 2D)
- Morbius (film) (3D i 2D)